# Leidang
Leidang (altnordisch „leiðangr“) ist die Bezeichnung für die auf der frühen Wehrpflicht beruhende Seerüstung, der zufolge bestimmte regionale Einheiten ein Kriegsschiff zu bauen, auszurüsten und zu bemannen hatten.

## Etymologie
Das Wort wird von einem rekonstruierten Ausdruck *leið-gagn abgeleitet. Der Wortbestandteil leið (Weg, Richtung, Gefolge) findet sich in leiðing (Leitung, Führung) und leiðingi (Anführer). Der Wortbestandteil gagn bedeutet “Gerät, Werkzeug, Mittel”. Beim Zusammenziehen sei das „g“ entfallen. *leið-gagn soll danach in der Grundbedeutung eine fertig ausgerüstete Krieger-Abteilung gewesen sein.

## Entstehung
Die Leidangsordnung ist aus den Gesetzen aller skandinavischer Länder aus der Zeit zwischen dem Ende des 12. Jahrhunderts bis zum 14. Jahrhundert bekannt. Außerdem ist sie in der Skaldendichtung, in den Königs- und Geschlechter-Sagas überliefert. Weitere Quellen sind Diplome und andere Urkunden, wie König Waldemars Landverzeichnis. Daraus lässt sich ableiten, dass die Leidangs-Organisation im Zusammenhang mit anderen administrativen Gebietseinteilungen stand. Wie diese Ordnung in den skandinavischen Ländern eingeführt wurde und ob sie sich in jedem Land unabhängig von den anderen Ländern entwickelte, ist unter den Historikern umstritten. Die norwegischen Historiker gehen davon aus, dass die Leidangsordnung im Osten des Oslofjordes (Viken) nach dänischem Muster unter der dänischen Oberhoheit vor der norwegischen Reichseinigung eingeführt worden sei. Aber die Quellen geben dazu keine verlässliche Auskunft. Die meisten Quellen stammen aus der Zeit, als der Übergang zur Abgabe bereits im Gange war. Da in diesen Fällen die Höhe der Abgabe und der Bezirk, der die Abgabe einzuziehen hatte, gesetzlich abgegrenzt werden musste, kann aus diesen Quellen nicht darauf geschlossen werden, dass bereits in der früheren Zeit, als die Leidangspflicht noch eine reale Verteidigungspflicht war, diese scharf definiert war.

## Leidangspflicht in den Regionen

### Norwegen

#### Ursprüngliche Regelung
Nach der Heimskringla führte Håkon der Gute die Leidangspflicht ein. Man geht heute davon aus, dass in dieser Überlieferung Snorris insofern ein wahrer Kern steckt, als hier eine Übereinkunft zwischen dem König und der organisierten Bauerngesellschaft auf den Thingversammlungen anzunehmen ist. Aber Snorris Beschreibung fester Bezirke und definierter Pflichten war eine Rückprojektion der ihm bekannten zeitgenössischen Verhältnisse auf das 10. Jahrhundert. Nach dem Historiker Ebbe Hertzberg soll die Leidangspflicht ihren Ausgangspunkt in der dänischen Oberhoheit über die südöstlichen Teile von Viken (Oslofjord) genommen haben, und diese Auffassung ist bis heute vorherrschend.
Schon vom Skalden Þjóðolfr Arnórsson († 1066) wird der Leidang in seinen Gedichten erwähnt. Wie der Leidang organisiert war, geht aus seinen Gedichten nicht hervor. Das Testament des Königs Magnus lagabætir von 1277 zeigt, dass das gesamte Land mit Ausnahme der Ostlandstäler und Uppland in 279 Schiffsbezirke eingeteilt war, macht aber keine Angaben über die ursprünglichen Verhältnisse. Die Einteilung von Trøndelag in 5–10 Schiffsbezirke muss vor allem einen fiskalischen Hintergrund gehabt haben. Der Begriff „Schiffsbezirk“ (Skipreiða) ist offenbar nicht sehr alt und wurde erst im Zusammenhang mit der Ablösung durch eine Abgabe gebildet. Denn im Frostathingslov taucht er noch nicht auf. Vielmehr war dort das Fylke, also die allgemeine staatliche Verwaltungseinteilung, maßgeblich. Unter Håkon dem Guten war das Land in Landesviertel (fjorðungr), diese in Schiffsreeden (skipreiða) und diese wiederum in Hofgemeinschaften, die zusammen einen Kämpfer auszurüsten hatten (manngerð) eingeteilt. In späteren Quellen stimmt die Gesamtzahl der Schiffe mit der Zahl der Schiffe der Reeden nicht mehr überein, was auf den Wechsel von den Zwanzigsitzern auf Fünfundzwanzigsitzer unter König Sverre in der zweiten Hälfte des 12. Jahrhunderts zurückzuführen sein kann.
Der Ausgangspunkt scheint aber die manngerð gewesen zu sein, ein Bezirk von drei Höfen, die einen Krieger zu stellen und auszurüsten hatten. Diese Vorschrift ist nämlich die älteste in den Gesetzen, und das spricht dafür, dass die Schiffsreeden ein sekundärer loser Zusammenschluss waren, die erst später fixiert wurden. Bull geht davon aus, dass die Regelungen über die Bemannung der Schiffe, die Auswahl des Schiffsführers durch den König und die Auswahl der Männer durch die Schiffsführer erst, als man vom Zwanzigsitzer auf den Fünfundzwanzigsitzer wechselte, getroffen worden seien.
Im Landslov des Königs Magnus lagabætir wird dann geregelt, dass im Verteidigungsfall das volle Aufgebot zu stellen ist, während bei einem Angriffs- und Eroberungskrieg ohne Zustimmung der Bauern nur das halbe Aufgebot gestellt zu werden braucht.
In einigen Quellen wird das Leidangsaufgebot beschrieben, wobei aber die Zahlenangaben nicht sehr zuverlässig sind: Die erste große Leidangsfahrt außerhalb des Landes war die von Olav Tryggvason nach Vendland, die in der Seeschlacht von Svolder endete. Er hatte 11 Großschiffe, einige 20-Sitzer und kleinere bei sich, als er im Jahre 1000 von Nidaros losfuhr. Alles in allem startete er mit 60 Schiffen. Olav der Heilige zog 1025 oder 1026 mit einer Flotte von 60 Schiffen nach Sjælland und fiel in das Nordseereich Knuts des Großen ein, als dieser in England war. Hier erwähnt die Saga, dass eine Reihe von Schiffen an der norwegischen Grenze umkehrten, da sie auf Grund ihrer Leidangspflicht nur zur Verteidigung aufgeboten werden konnten, nicht aber einem Angriffskrieg ins Ausland zu folgen brauchten. Harald Hardråde startete seine Invasion Englands 1066, bei der er in der Schlacht von Stamford Bridge fiel, und setzte dabei insgesamt 200 Schiffe ein. Angesichts dieses Unternehmens und der Tatsache, dass er dazu noch Boote und Proviantschiffe mitnahm, wird das nicht für ausgeschlossen gehalten. Wenn die Quellen berichten, dass Sigurdur jórsalafari mit einem Leidangsaufgebot von 360 Schiffen nach Dänemark aufgebrochen sei – und es gibt mehrere Leidangsberichte mit solchen Flottengrößen –, so steht dem entgegen, dass die volle Leidangsflotte, die nie erreicht wurde, nur 310 Schiffe betrug.
Vom Aufgebot freigestellt waren Priester, ihre Frauen und Knechte. Das ist auf den wachsenden Widerstand der Kirche gegen das Waffentragen von Geistlichen zurückzuführen. Auch die Setesvein waren vom Aufgebot befreit.
Von bestimmten Leidangspflichten waren auch die deutschen Kaufleute freigestellt. Auch die Ratsherren waren von der Leidangspflicht befreit.

#### Entwicklung
Die Leidangspflicht änderte sich bald in eine jährliche Abgabe. In einigen Gebieten begann diese Entwicklung bereits am Ende des 12. Jahrhunderts und war im 13. Jahrhundert abgeschlossen. Der Betrag wurde nach Vermögen und Landbesitz erhoben und wurde so von einer Kopfsteuer in eine Grundsteuer verwandelt. Diese Grundsteuer wurde an die Landpacht an den König gekoppelt und stieg oder fiel mit dieser. Diese Steuer bezog sich regulär auf die halbe Gestellungspflicht in Friedenszeiten, wenn der Kampf also nur als Angriffskrieg anstehen konnte. Sie war die einzige gesetzliche Steuer im Lande. Sie wurde borðleiðang genannt. Im Verteidigungsfalle war die volle Steuer, die útfaraleiðang, zu bezahlen. Aus den Steuerlisten des 16. und 17. Jahrhunderts ist ersichtlich, dass nicht nur die Küstendistrikte Leidangssteuer zu zahlen hatten, sondern auch die Bezirke im Inland. Uppland musste die Steuer jedes Dritte Jahr entrichten. Hierbei handelte es sich in der Regel um den vollen Betrag des útfaraleiðang, manchmal auch um eine Extrasteuer.

### Island
In Island wurde der Leidang zum ersten Mal 1286 zur Verteidigung des Oslofjordes (Vik) geltend gemacht. Alle Königsmannen (håndgangene mend) wurden bis auf 40 in jedem Landesviertel nach Norwegen befohlen. Nach einer anderen Quelle sollten es 240 Bauern und die meisten Königsmannen sein. Die große Mehrzahl der Isländer betrachteten diese Anforderung als eine neue Steuerausschreibung, und es wurde niemand geschickt. Die Anforderung widersprach dem Unionsvertrag („gamli sáttmáli“). Aber mit Rezess vom 2. Juli 1294 wurde die Jónsbók, die im Wesentlichen das Landslov beinhaltete, eingeführt, in der die Leidangspflicht als Grundsteuer angeordnet wurde. Es gibt mehrere isländische Quellen, in denen die Aufforderung zur Entrichtung der Leidangssteuer zum Ausdruck kommt, aber keine darüber, dass sie irgendwann auch einmal entrichtet worden wäre.

### Dänemark
Zur Verteidigung des Reiches war in einem Gesetz von 1299 das Land in Bezirke (skiben), eine Gruppe von havne eingeteilt. Ein havne war eines der Aushebungsdistrikte (lægde), in die das bewohnte Land zur Verteilung der Verteidigungslasten eingeteilt war. Normalerweise entsprach ein skibe einer Kommune. Ein skibe war verpflichtet, ein Kriegsschiff mit Ausrüstung und Bemannung zu stellen. Die Kosten trugen die Bauern und die havne, aus denen das skiben bestand. Die Zahl der skiben wird in der Knýtlinga-Saga von 1260 mit 850, oder bei Zugrundelegung des Großhunderts zu 120 mit 940 angegeben. Da es um 1200 knapp 200 Kommunen gab, ist diese Angabe, die zu 4–5 skiben pro Kommune kommt, zweifelhaft. Nach der Hallands-Liste im Waldemar-Erdbuch von 1231 gab es 18 skiben à 16–42 havne in Hallands acht Kommunen. Die umfangreichen Freistellungen von der Leidangspflicht für die Kirche und andere privilegierte Kreise und das damit verbundene Ausscheren von deren Ländereien aus den skibe muss zu einem raschen Schwund der Zahl der skibe und havne geführt haben. Diesem Missstand suchte König Abel entgegenzuwirken, indem er 1250 verordnete, dass jedes skibe 42 havne haben sollte. Das musste zu einer Neuordnung der Verteidigungsorganisation führen und hätte mit einem vollständigen Verbot der Befreiung von der Leidangspflicht verbunden werden müssen. Doch die Entwicklung ging in die entgegengesetzte Richtung und löste die skibe-Einteilung von innen her auf. 1295 erhielt die Kirche von Roskilde einige beschlagnahmte skibe zurück, so dass deren Leidangsbeitrag bis auf etwa sieben Eigenbauern entfiel.
Aber für das 12. Jahrhundert, als die Befreiung von der Leidangspflicht noch keinen großen Umfang hatte, sind die Angaben der Knýtlinga saga durchaus glaubhaft. Nach Saxo Grammaticus nahm Bischof Absalon von Lund 1159 unter König Waldemar an einem Kriegszug gegen Rügen teil. Seine Leidangsflotte betrug 260 Schiffe, die von Skåne, Sjælland, Falster und Lolland, die aus 56 Kommunen bestanden, gestellt wurden, Also kamen zu der frühen Zeit durchschnittlich 4–5 skibe auf eine Kommune.
Das Kommando über die Leidangsflotte führte der König. Jedes Leidangsschiff stand unter dem Befehl des Steuermannes. Das Amt wurde bald erblich auf die Söhne. Während die Bauern die normale Ausrüstung mit Schwert, Helm, und Speer sowie dem zum Schiff gehörenden Schild besaßen, war der Steuermann in rittermäßiger Weise schwer gerüstet. Er musste ein Pferd, eine Brünne und eine Armbrust mit Pfeilen besitzen. Wenn er selbst nicht mit der Armbrust umgehen konnte, musste er noch einen Schützen dabei haben. Dafür hatte er das Recht, für diese Unkosten eine Abgabe aus den havne zu erheben. Zu diesen schwerbewaffneten Steuermännern kamen noch die ebenfalls schwerbewaffneten Adeligen. Sie machten die eigentliche Kampfkraft des Heeres aus, während die Bauern zu Ruderern und nachrangigen Kämpfern herabstiegen. Dieses Ritterheer war der Grund für die dänische Überlegenheit in der Ostsee im 12. und 13. Jahrhundert. Das hatte auch gesellschaftliche Auswirkungen, indem sich die Ritter allmählich zu einem eigenen Stand entwickelten.
Zu Beginn des 14. Jahrhunderts wurde die Flotte für die Anforderungen des Krieges gegen Norwegen und die Expansion nach Norddeutschland modernisiert. Man ging von den bisherigen Leidangsschiffen zu Koggen mit einer Tragfähigkeit von ca. 100 t über. Die ökonomische Grundlage wurde durch die Aufhebung der Befreiung von Steuern und der Befreiung der bislang nicht leidangspflichtigen Bauern erreicht. Alle Einnahmen wurden veranlagt, und auf jeweils 1000 Lasten Korn kam die Pflicht, eine Kogge auszurüsten. Nach den alten Veranlagungsdaten hatte Sjælland ungefähr 5 höchstens 10 Koggen gegenüber früher 120 Leidangsschiffen auszurüsten.
Nach 1304 konnten die Bauern die Leidangspflicht durch eine feste Abgabe ablösen. Dabei wurde auch in Dänemark zwischen der Abgabe in Friedenszeiten und im Kriegsfalle unterschieden.

### Schweden
Die älteste Quelle für das schwedische leidang sind die altschwedischen Gesetze, insbesondere das Östgötalag. Dort werden die Themen „útrór“ (Ausrudern, also die Kriegsfahrt), „wardhald“ (Küstenverteidigung) und „leiðangskatt“ (Leidang-Steuer) behandelt.
Die ältesten Landdistrikte Schwedens hießen „hund“. Es gab aus ihnen zusammengesetzt die Gebiete Tiundaland (aus zehn hund bestehend), Attundaland (aus 8 hund bestehend) und Fjerdrundaland (aus 4 hund bestehend). Diese Gebiete bildeten zusammen „Swethiud“ (Schweden, heute Uppland). Das hund selbst war unterteilt in hälftar, fjärdingar und åttingar (Hälften, Viertel und Achtel). Vier hund waren ein hundari.
Jedes hund hatte ein Schiff zu stellen, das mit einem Steuermann und 24 Ruderern besetzt war. Da vier hund also 100 Mann aufzubringen hatten, wurde diese Einheit hundari genannt. Jedes Schiff war in hamnar (Rudersitze) und årtullar (Ruderdollen) aufgeteilt. Das Land war in gleicher Weise aufgeteilt, und jeder Bauernhof war in einem solchen hamna. Dieser hatte die Pflicht, seinen Anteil zur Unterhaltung, Ausrüstung und Bemannung beizutragen. Die Höfe eines hamna hatten zwei Kämpfer, die auf einer Ruderbank saßen, mit Schwert, Speer, Schild, Eisenhut, Brünne und Bogen mit drei Dutzend Pfeilen zu stellen. Hinzu kam die Verpflegung, die zu stellen war.
In den Gegenden am Bottnischen Meerbusen hieß der Leidangsdistrikt skiplagh und deckte sich mit den dortigen Thingbezirken. In Östergötland war die Kommune (herrað) Leidangsdistrikt.

#### Entwicklung
Die Leidangsflotte verlor gegen Ende des 13. Jahrhunderts ihre Bedeutung. Neue Fahrzeugtypen kamen auf, die im Seekrieg wirkungsvoller waren. Außerdem berichtet die Gutasaga in Kap. 6, dass die Leidangspflicht bald nur noch für Kriegszüge gegen Heiden, nicht aber gegen Christen galt. So wurde die reale Leidangspflicht durch eine Leidangssteuer in Form einer Grundsteuer abgelöst. Außerdem wuchs die Bedeutung des Reiterheeres. Für den fortschreitenden Verfall spricht auch, dass König Albrecht von Mecklenburg Befreiungen von der Leidangspflicht einführte. Mit der Zeit reduzierte sich die reale Leidangspflicht auf die Stellung von Schiffsverpflegung. Man nimmt an, dass Birger Jarl nach seinem Kriegszug nach Finnland diese Entwicklung eingeleitet hat.

### Finnland
Über den leidang gibt es in Bezug auf Finnland nur wenige Quellen. Aber sie weisen doch aus, dass der leidang auch im Südwesten Finnlands organisiert war. Auf Åland trifft man erst im 16. Jahrhundert in Form gewisser Abgaben (“ledungslama”) auf seine Spur. Gewisse Ortsnamen in Westfinnland, die mit “Led–” beginnen, werden in Zusammenhang mit dem leidang gebracht. Für das Festland gibt es einige Urkunden, aus denen der leidang hervorgeht, indem die betreffenden Bezirke beschrieben werden. Es gibt einen Brief des schwedischen Königs Karl Knudsson vom 6. Mai 1450, in welchem er für die Süd- und Nordfinnen die Zahl der zu stellenden Schiffe pro herad festlegt. Danach hatte jedes herad zwei Schiffe, eine Snekkja mit 16 Lasten und ein Boot für Schützen mit 6 oder 7 Lasten zu stellen.